# Atsedu Tsegay
Atsedu Tsegay, né le 17 décembre 1991, est un athlète éthiopien, spécialiste des courses de fond. 

## Biographie
Il se classe sixième du 5 000 mètres des Championnats du monde juniors 2010, à Moncton au Canada. En 2011, sur route, il remporte la Course Marseille-Cassis (20 km) en 58 min 11 s, le 34ème Paris-Versailles (16 km) en 47 min 39 s, ainsi que la Corrida de Langueux (10 km) en 27 min 46 s. 
Dans l'épreuve du semi-marathon, Atsedu Tsegay remporte le 31 mars 2012 le Semi-marathon de Prague en signant la meilleure performance mondiale de l'année en 58 min 47 s.

### Palmarès
| Date | Compétition                    | Lieu    | Résultat | Épreuve     | Performance |
| ---- | ------------------------------ | ------- | -------- | ----------- | ----------- |
| 2015 | Championnats du monde de cross | Guiyang | 7e       | Individuel  |             |
| 2015 | Championnats du monde de cross | Guiyang | 1er      | Par équipes |             |

### Records
| Épreuve       | Performance | Lieu               | Date            |
| ------------- | ----------- | ------------------ | --------------- |
| Semi-marathon | 58 min 10 s | Marseille - Cassis | 30 octobre 2011 |
| Semi-marathon | 58 min 47 s | Prague             | 31 mars 2012    |